# 斉藤めぐみ (女優)
斉藤 めぐみ（さいとう めぐみ、女性、1984年 - ）は、日本の女優。埼玉県吉見町出身。
舞台芸術学院卒業。現在はフリーで活動している。身長158cm。

## 映画
- SRサイタマノラッパー ロードサイドの逃亡者（2012年）

## テレビ
- ネオ・ウルトラQ 第3話「宇宙（そら）から来たビジネスマン」（2013年） - カップル・女

## 舞台
- たぶん犯人は父（ゴジゲン／2009年）
- 荒野に立つ（阿佐ヶ谷スパイダース／2011年）
- 彼のことを知る旅に出る（ペテカン／2011年）

他多数